# Aqualung
Az 1971-es Aqualung a Jethro Tull negyedik nagylemeze. Ez volt az első albumuk John Evan billentyűssel és Jeffrey Hammond basszusgitárossal, valamint az utolsó Clive Bunker dobossal.
A lemezből 15 millió kelt el világszerte, így az együttes legeladottabb lemeze. 2003-ban 337. lett a Rolling Stone magazin Minden idők 500 legjobb albuma listáján. Szerepel az 1001 lemez, amit hallanod kell, mielőtt meghalsz című könyvben.

## Az album dalai
| 1. | Aqualung         | Ian Anderson, Jennie Anderson | 6:36 |
| 2. | Cross-Eyed Mary  | Ian Anderson                  | 4:09 |
| 3. | Cheap Day Return | Ian Anderson                  | 1:23 |
| 4. | Mother Goose     | Ian Anderson                  | 3:53 |
| 5. | Wond'ring Aloud  | Ian Anderson                  | 1:55 |
| 6. | Up to Me         | Ian Anderson                  | 3:14 |

| 1. | My God            | Ian Anderson | 7:12 |
| 2. | Hymn 43           | Ian Anderson | 3:19 |
| 3. | Slipstream        | Ian Anderson | 1:13 |
| 4. | Locomotive Breath | Ian Anderson | 4:26 |
| 5. | Wind-Up           | Ian Anderson | 6:07 |

### Bónuszdalok
Az Aqualung 1996-os kiadását újrakeverték és 1999-ben öt új dalt és egy Ian Anderson-interjút tettek rá. Minden dalt Ian Anderson írt, kivéve, ahol másképp jelölve van.
|     | Cím                                             | Szerző(k)                             | Hossz |
| --- | ----------------------------------------------- | ------------------------------------- | ----- |
| 12. | Lick Your Fingers Clean                         | Ian Anderson                          | 2:46  |
| 13. | Wind-Up (Quad Version)                          | Ian Anderson                          | 5:23  |
| 14. | Excerpts From the Ian Anderson Interview (Mojo) | –                                     | 13:58 |
| 15. | Song for Jeffrey (BBC)                          | Ian Anderson                          | 2:51  |
| 16. | Fat Man (BBC)                                   | Ian Anderson                          | 2:56  |
| 17. | Bourée (BBC)                                    | J.S. Bach, a Jethro Tull feldolgozása | 3:57  |

## Közreműködők
- Ian Anderson – ének, fuvola, akusztikus gitár
- Martin Barre – elektromos gitár, szoprán furulya
- John Evan – zongora, orgona, Mellotron
- Jeffrey Hammond (Jeffrey Hammond-Hammond) – basszusgitár, alt furulya, érdekes hangok
- Clive Bunker – dob, ütőhangszerek

### Produkció
- Bob Conduct – hangmérnök
- Allen Harris – hangmérnök
- Tony Wilson – hangmérnök
- Ian Anderson – producer
- Terry Ellis – producer

## Fordítás
Ez a szócikk részben vagy egészben az Aqualung (Jethro Tull album) című angol Wikipédia-szócikk ezen változatának fordításán alapul.  Az eredeti cikk szerkesztőit annak laptörténete sorolja fel. Ez a jelzés csupán a megfogalmazás eredetét és a szerzői jogokat jelzi, nem szolgál a cikkben szereplő információk forrásmegjelöléseként.